# Lenbachweg 3 (Weimar)

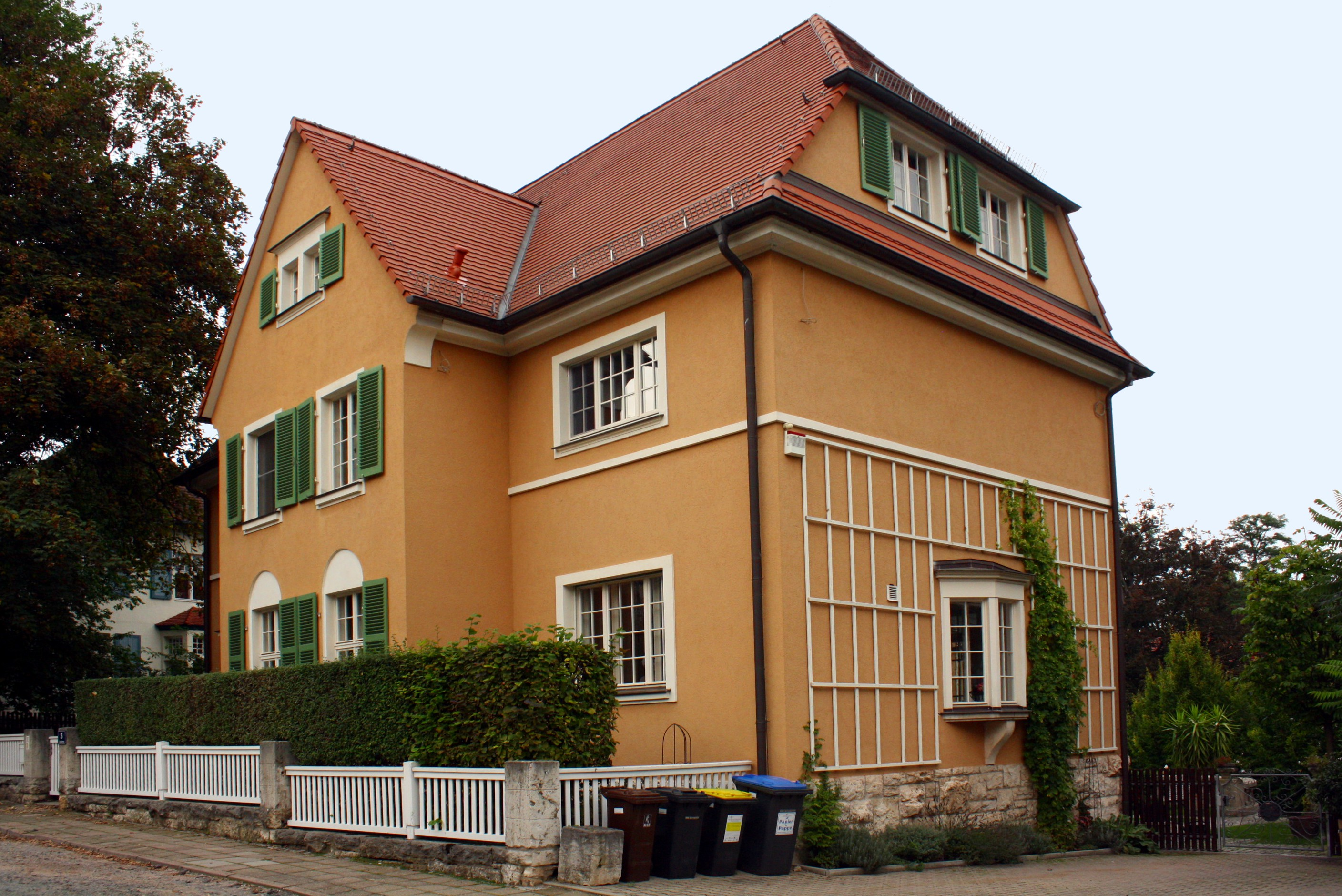
Lenbachweg 3

Die Villa Lenbachweg 3 entstand 1914/15 und weist Merkmale der Reformarchitektur auf. Sie wurde im Auftrag und nach Vorgaben des Kunstmalers Friedrich Wilhelm Huber von seinem Freund, dem Berliner Architekten Hans Thomas errichtet.

## Geschichte
Zur Zeit der Erbauung der Villa hieß die anliegende Straße noch Falkenstraße, benannt nach der nahegelegenen ehemaligen Falkenburg.
Sieben Jahre hatten Huber und seine Familie hier Wohnung und Atelier. Er verkaufte das Haus an den kolumbianischen Konsul Friedrich Haltermann (1875–1948), der Chef einer Kaffee-Export-Firma gewesen war und in die Heimat Weimar zurückkehrte. Nach dem Zweiten Weltkrieg bewohnten wechselnde Mieter die Villa. Nach 1989 wurde das Haus an die vormaligen Eigentümer rückübertragen und die Bewohner zogen aus; der anschließende Leerstand war dem baulichen Zustand sehr abträglich. Ursprünglich reichte der Garten der Villa hinunter bis zur Belvederer Allee; auf diesen Flächen wurden zu dieser Zeit neue Wohnhäuser errichtet. Zeitweise stand die Villa in Gefahr, abgerissen zu werden, was unterbunden wurde, indem sie unter Denkmalschutz gestellt wurde. Die neuen Besitzer retteten die Villa durch umfangreiche Sanierungsmaßnahmen.